# Nord astronomique
Le Nord vrai ou Nord astronomique est un terme de navigation se référant à la direction le long de la surface de la Terre du point d'intersection de la surface avec l'axe de rotation de la Terre. Autrement dit, il s'agit de la direction du pôle Nord géographique.
Le Nord vrai est comparé au pôle Nord magnétique et la grille nord qui est la direction vers le nord le long des lignes d’une projection cartographique.

## Description
Son concept a été découvert et rapporté par le Chinois Shen Kuo au XIe siècle. La direction du Nord astronomique est marquée dans le ciel par le pôle Nord céleste. Pour la plupart des cas pratiques, il s’agit de la position de Alpha Ursae Minoris (l'actuelle Étoile polaire). Toutefois, en raison de la précession de l’axe terrestre, la projection de l'axe de rotation de la Terre sur la voûte céleste (le pôle Nord céleste) tourne dans une rotation qui prend environ 25 760 ans à s’accomplir.[réf. nécessaire] Le 24 mars 2100, l'Étoile polaire sera au plus près du pôle Nord céleste. Vers 2800 av. J.-C., l’étoile la plus proche du pôle Nord céleste était Alpha Draconis (Thuban). L'angle entre la direction indiquée par une boussole (celle du Nord magnétique) et le Nord vrai est parfois indiquée sur les cartes.